# Drygalski (cratère)
Drygalski est un cratère lunaire situé à l'extrême sud-ouest de la face visible de la Lune. Il est situé au sud du grand cratère Bailly et des cratères  Boltzmann et Le Gentil et juste à côté du cratère Ashbrook, anciennement dénommé cratère "Drygalski Q". Le cratère Drygalski est visible selon les librations de la Lune. Il a été profondément érodé par les impacts, laissant une formation très usée avec la présence d'un pic central. Son contour est parsemé de petits craterlets. Le plancher intérieur, presque sans relief, est recouvert d'une multitude de minuscules craterlets. Au sud, plusieurs craterlets forment comme une petite vallée.
En 1964, l'Union astronomique internationale lui a attribué le nom de Drygalski
en l'honneur de l'explorateur et géophysicien allemand Erich von Drygalski. 
Le cratère Drygalski possède un certain nombre de cratères satellites identifiés avec des lettres.
| Drygalski | Latitude | Longitude | Diamètre |
| --------- | -------- | --------- | -------- |
| P         | 81.0° S  | 99.9° W   | 30 km    |
| V         | 78.5° S  | 93.4° W   | 21 km    |

- Le cratère satellite "Drygalski Q"  a été baptisé Ashbrook, par l'union astronomique internationale en 1994.